# Dot Farley
Dot Farley (de son vrai nom Dorothea Farley) est une actrice et scénariste américaine née le 6 février 1881 à Chicago (Illinois) et morte le 2 mai 1971 à South Pasadena (Californie).
Elle débuta chez Mack Sennett, puis intégra la RKO pour une série de films avec Edgar Kennedy.

## Filmographie partielle

### comme actrice
- 1910 : The Rummage Sale
- 1911 : Bud Nevins, Bad Man
- 1911 : Crazy Gulch
- 1911 : The Ranchman's Vengeance
- 1912 : The Wordless Message
- 1913 : Murphy's I.O.U.
- 1913 : Fatty policeman (Fatty Joins the Force)
- 1921 : L'Idole du village (A Small Town Idol) de Erle C. Kenton et Mack Sennett
- 1922 : Fiancé malgré lui (The Crossroads of New York) de F. Richard Jones
- 1923 : Le Coupable (The Acquittal) de Clarence Brown
- 1923 : When Knights Were Cold
- 1923 : Un nouveau Napoléon (Tea: With a Kick!) de Erle C. Kenton
- 1924 : Listen Lester
- 1924 : Le Veilleur du rail (The Signal Tower) de Clarence Brown
- 1925 : The Unchastened Woman
- 1925 : A Woman of the World
- 1925 : Sauce piquante (Dr. Pyckle and Mr. Pryde)
- 1925 : L'Heure du danger (My Son) de Edwin Carewe
- 1925 : Rugged Water de Irvin Willat
- 1927 : The Girl from Everywhere de Edward F. Cline
- 1927 : McFadden's Flats de Richard Wallace
- 1928 : The Garden of Eden de Lewis Milestone
- 1928 : Célébrité (Celebrity) de Tay Garnett
- 1928 : Lady Be Good de Richard Wallace
- 1928 : The Head Man de Edward F. Cline
- 1929 : Why Leave Home?
- 1930 : The Little Accident de William J. Craft